# Vánoční sen
Vánoční sen je český animovaně hraný film z roku 1945. Jedná se o krátkometrážní dílo Karla Zemana a Bořivoje Zemana.
Hranou část natočil Bořivoj Zeman, animovanou část Karel Zeman. Na natáčení se také podílela Hermína Týrlová. Poté, co ateliéry se skoro dokončeným filmem vyhořely, začali na něm Karel a Bořivoj Zemanovi pracovat znovu.[zdroj?]
Malou dívku si zahrála Jana Hrdličková.

## Děj
Mladá dívenka dostane o Vánocích nové hračky. Hadrovou panenku, kterou měla v náruči, odhodí stranou. Ta však ožije a začne tančit a bruslit. Nové hračky, které dostala, taktéž ožívají a přidávají s k tančení. Poté panenka zapne ventilátor a narazí do vázy, když se pokouší vyhnout stolu. Dívka vstane z postele, postaví vázu a vezme si panenku do náručí.

## Tvůrci
- Uvádí: Československý státní film
- Námět, scénář a režie: Karel Zeman, Bořivoj Zeman
- Hudba: Jiří Šust
- Kamera: Pavel Hrdlička
- Oživení loutek: Karel Zeman
- Střih: Zdeněk Stehlík
- Zvuk: František Černý
- Vyrobil: Universal Pictures, Castle Films

## Ocenění
Karel Zeman získal za film cenu "Velká mezinárodní cena za scénář ke krátkometrážnímu snímku" na Filmovém festivalu v Cannes.